# Katedrála svaté Kateřiny (Alexandrie)
Katedrála svaté Kateřiny Alexandrijské v Alexandrii je katedrální kostel městského apoštolského vikariátu a zároveň klášterní kostel řádu františkánů, jehož součástí je také ordinario. Novobarokní bazilika byla vystavěna v letech 1847-1856 podle návrhu italského františkánského architekta Serafina da Baceno.

## Dějiny

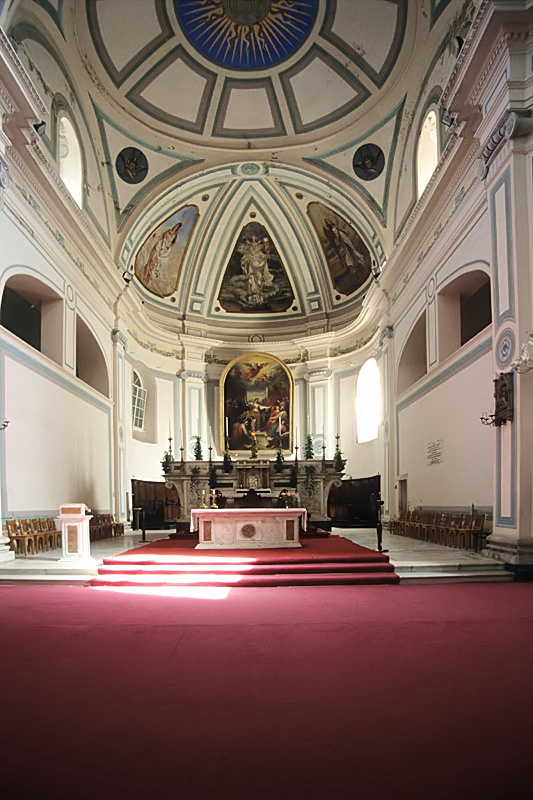
Interiér katedrály s oltářem svaté Kateřiny

Františkáni v Alexandrii působí od 17. století a jejich hlavním úkolem byla péče o evropské poutníky do Svaté země. Ve 40. letech 19. století zde založili nové klášterní budovy a školu. Nový kostel, klasicistní bazilika s kupolí, byla koncipována také jako katedrála apoštolského vikariátu, založeného v roce 1839 a zasvěceného svaté Kateřině Alexandrijské. Slavnostní vysvěcení katedrály proběhlo 24. listopadu 1850. V roce 1927 bylo podle návrhu Maria Aveny přistavěno dnešní průčelí ve stylu římského baroka.
V katedrále je také „dočasně“ pochován italský král Viktor Emanuel III., jenž zemřel 28. prosince 1947 v alexandrijském exilu, poté, co byl donucen vzdát se trůnu Italského království. Jeho tělo dodnes odpočívá v hlavním oltáři katedrály. Snahy o přenesení jeho ostatků do Pantheonu v Římě se setkaly s odporem italské veřejnosti.
Až do 50. let 20. století v Alexandrii žilo přibližně 70 000 italských katolíků a katedrálu navštěvovali také francouzští a maltézští poutníci a konvertité z řad arabského obyvatelstva. V důsledku Násirova režimu zbylo sotva padesát katolických rodin, a zdejší křesťanská komunita je tvořena především z řad turistů.
V roce 2003 františkánský kněž objevil vedle katedrály kostel klášterní školy, který byl zazděný a dlouhou dobu zcela zapomenutý. Kostel pochází přibližně z téže doby a uchovává fresky s neobvyklými motivy.